# Luis García Conde
Luis García Conde (* 24. April 1979 in Toledo) ist ein ehemaliger spanischer Fußballtorwart.

## Spielerkarriere

### Die Anfänge
Luis García Conde stammt aus Toledo, einer Stadt in der Nähe von Madrid. Sein erster Verein war Atlético Madrid, wo er in der zweiten Mannschaft spielte. Anschließend ging er zu Deportivo Xerez, wo er auf 22 Einsätze kam, sodann folgte CD Numancia, wo er Stammspieler wurde. Nach zwei Jahren gelang ihm mit der Mannschaft aus Soria der Aufstieg in die Primera División. Er wechselte im selben Jahr zu Real Saragossa, wo er nur eines der 38 Saisonspiele verpasste. Nachdem sich der Verein aber für César Sánchez, der 2005 von Real Madrid kam, entschied, wechselte Luis García Conde zum Aufsteiger FC Getafe, wo er sich nie einen Stammplatz erkämpfen konnte. Mit der Verpflichtung von Óscar Ustari im Sommer 2007 war er zeitweise nur 3. Torwart.

### Segunda División
Für die Rückrunde 2007/2008 wurde Luis García Conde an Celta Vigo ausgeliehen, als Ersatz für den zum FC Barcelona transferierten José Manuel Pinto. Ohne einen einzigen Einsatz in der gesamten Saison und nachdem auch der Leihvertrag mit Celta nicht verlängert wurde, verließ Luis García Getafe, um beim Zweitligisten CD Teneriffa zu unterschreiben. Dort kämpfte er mit Sergio Aragoneses um den Platz zwischen den Pfosten. Hatte er zunächst die Nase vorn, am zwölften Spieltag rückte er ins zweite Glied, ehe er am 27. Spieltag erneut zur Nummer eins wurde. In den letzten Spielen musste er wieder hinter Aragoneses zurückstehen. Am Saisonende stieg er mit seiner Mannschaft auf. In der Primera División kam er hinter Aragoneses nicht zum Einsatz. Teneriffa stieg wieder ab. In der Spielzeit 2010/11 kam er nur auf vier Einsätze und verließ den Verein am Saisonende.
García schloss sich Anfang November 2011 Ligakonkurrent SD Huesca an. Hier wurde er zur Nummer eins und behielt diesen Status während der beiden folgenden Spielzeiten. Am Ende der Saison 2012/13 musste er mit Huesca absteigen. Er wechselte zu Rayo Majadahonda in die Tercera División, wo er ein Jahr später seine Laufbahn beendete.